# Castello-di-Rostino
Castello-di-Rostino (korziško U Castellu) je naselje in občina v francoskem departmaju Haute-Corse regije - otoka Korzika. Leta 2009 je naselje imelo 392 prebivalcev.

## Geografija
Kraj leži v severno-osrednjem delu otoka Korzike, 46 km jugozahodno od središča Bastie.

## Uprava
Občina Castello-di-Rostino skupaj s sosednjimi občinami Asco, Bisinchi, Castifao, Castineta, Gavignano, Moltifao, Morosaglia, Saliceto in Valle-di-Rostino sestavlja kanton Castifao-Morosaglia s sedežem v Morosaglii. Kanton je sestavni del okrožja Corte.

## Zanimivosti
- most Ponte Novu, prizorišče bitke 9. maja 1769, v kateri je Korziška republika izgubila neodvisnost in prišla pod francosko oblast.

## Vir
- Insee (francosko)

1. ↑  »Populations légales 2016«. Nacionalni inštitut za statistične in gospodarske raziskave. Pridobljeno 25. aprila 2019.